# Boottrein

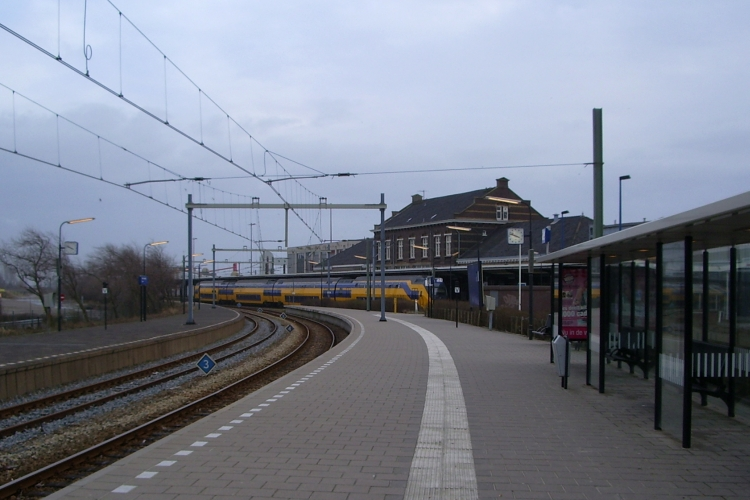
Hoek van Holland Haven in 2006,
op spoor 3 staat de boottrein naar Amsterdam

Een boottrein is een dienst in de vorm van een trein die aansluiting geeft op een veerbootverbinding. De boottrein moet niet verward worden met de spoorpont. Bij deze laatste gaan de rijtuigen de boot op, bij een bij boottrein stappen passagiers over van of naar een veerboot.
Aan de andere zijde van de veerbootverbinding is soms ook een aansluitende boottrein naar de eindbestemming. Soms kan men een vervoerbewijs kopen voor het gehele aansluitende traject van treinen plus veerboot.

## Nederland
Nederland kende tot 2006 een boottreinverbinding van Amsterdam, Haarlem, Leiden, Den Haag en Schiedam Centrum (waar kop gemaakt werd) naar Hoek van Holland Haven voor de aansluitende verbinding met de dag- en nachtboot naar Harwich. In het eerste jaar van de EuroCity in Nederland kreeg de boottrein de EC-status en -namen. 
Na de komst van de Stena Discovery verviel de nachtboot en reed de late boottrein uit Hoek van Holland eerst naar Rotterdam Centraal waar werd gekeerd en daarna verder gereden werd als nachtnettrein. 
Een maand voor het terugtrekken van de Stena Discovery werden de reizigers geacht de Sprinter tussen Hoek van Holland en Schiedam of Rotterdam te nemen. Sinds 1 april 2017 rijdt er geen trein meer in Hoek van Holland. Tot 29 september 2019 moesten de reizigers, in afwachting van de ombouw tot metrolijn, de vervangende bus nemen naar en van station Schiedam. Sinds 30 september 2019 kunnen reizigers met de metro (lijn B) naar en van station Schiedam reizen.
Er heeft voor de tweede wereldoorlog ook een boottrein bestaan vanuit Vlissingen, in aansluiting op de boot uit Engeland, naar Duitsland en Denemarken.
In Engeland rijdt nog een boottrein tussen Harwich en Londen of Cambridge. Stena Line werkt commercieel samen met Abellio Greater Anglia Limited en de Nederlandse Spoorwegen door een gecombineerd trein+veerbootvervoersbewijs aan te bieden aan passagiers tussen alle stations op het netwerk van Abellio Greater Anglia en alle stations in Nederland. Vaak worden Londen en Amsterdam dan als eindbestemming genoemd. Dit vervoersbewijs met gereduceerd tarief wordt in Engeland 'Dutch Flyer' genoemd.
| Serie | Treinsoort | Van                | Via                | Naar                               | Materieel | Periode                 |
| ----- | ---------- | ------------------ | ------------------ | ---------------------------------- | --------- | ----------------------- |
| 400   | INT        | Amsterdam Centraal | Rotterdam Centraal | Hoek van Holland Haven (Boottrein) | VIRM      | t/m dienstregeling 2006 |

Een andere bekende boottrein die in Hoek van Holland aansluiting gaf op de boot was onder meer de Rheingold-Express. Voor de Tweede Wereldoorlog waren er ook boottreinen die naar Station Vlissingen reden.
Sinds 28 maart 2018 rijdt er een boottrein waarbij deze vanuit Station Roodeschool doorrijdt naar Station Eemshaven in aansluiting op de afvaarten van de AG Ems naar Borkum.

## België

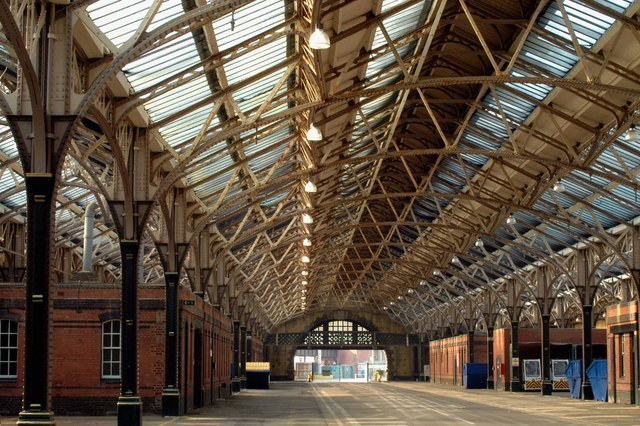
Dover Marine in 2007. De laatste trein is reeds lang vertrokken

In België kende men de doorgaande Saphir die via Oostende en Dover naar Londen reed.

## Andere bekende boottreinbestemmingen
- Flèche d'Or Parijs - Londen
- Club Train een voorganger daarvan
- Bådtoget Englænderen Kopenhagen H - Esbjerg